# 紫菜头
紫菜头（学名：Beta vulgaris var. rosea）为藜科甜菜属下的一个变种。

## 扩展阅读
- 維基物種上的相關：紫菜头